# Johann-Philipp-Reis-Preis

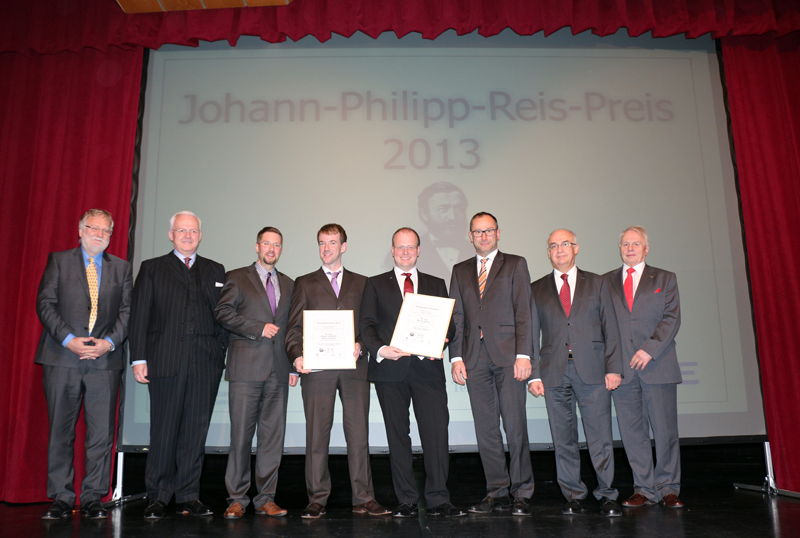
Preisverleihung 2013 in Gelnhausen. Jurymitglieder, Bürgermeister Thorsten Stolz mit den beiden Preisträgern.

Der Johann-Philipp-Reis-Preis ist ein Wissenschaftspreis für eine herausragende, innovative Veröffentlichung im Bereich der Nachrichtentechnik. Die mit einem Preisgeld dotierte Auszeichnung erinnert an den Erfinder des Telefons Johann Philipp Reis.

## Stifter
Seit 1987, dem 125-jährigen Jubiläum der Präsentation des Telefons, stifteten die beiden Städte Gelnhausen (Geburtsort von Philipp Reis) und Friedrichsdorf im Taunus (Arbeits-, Wohn- und Sterbeort von Philipp Reis), sowie der VDE und die Deutsche Bundespost Telekom (später die Deutsche Telekom) den mit ursprünglich 20.000 D-Mark und heute mit 10.000 Euro dotierten Preis.

## Verleihung und Voraussetzungen
Der Preis wird alle zwei Jahre an bis zu 40-jährige Ingenieur- oder Naturwissenschaftler im Rahmen einer akademischen Feier verliehen. Diese fand erstmals 1987 in Friedrichsdorf anlässlich der 300-Jahr-Feier statt und wird seitdem abwechselnd in Gelnhausen und Friedrichsdorf begangen; der Preis wird durch den jeweiligen Stadtbürgermeister überreicht.

## Preisträger
| #   | Jahr | Name                | Institut                                          | Titel der Arbeit |
| --- | ---- | ------------------- | ------------------------------------------------- | --- |
| 1.  | 1987 | Dietmar Hohm        |                                                   | Kapazitive Silizium-Sensoren für Hörschallanwendungen |
| 2.  | 1989 | M. Strafner         |                                                   | Einchip-Lösung für den Anschluss von Endgeräten |
| 2.  | 1989 | G. Weinberger       |                                                   | |
| 3.  | 1991 | Reinhard Lerch      |                                                   | Analyse hochfrequenter akustischer Felder in Oberflächenwellenfilter-Komponenten |
| 4.  | 1993 | Alfred Felder       |                                                   | 25 GHz and up to 40 Gb/s ICs in a 0,8 μm Selective Epitaxial Silicon Bipolar Technology |
| 5.  | 1995 | Herbert Reininger   |                                                   | Stochastische und neuronale Konzepte zur automatischen Spracherkennung |
| 6.  | 1997 | Peter Jung          |                                                   | A Generalized View on Multicarrier CDMA Mobile Radio Systems with Joint Detection |
| 6.  | 1997 | Friedbert Berens    |                                                   | |
| 6.  | 1997 | Jörg Plechinger     |                                                   | |
| 7.  | 1999 | Jiri Navratil       |                                                   | Untersuchungen zur automatischen Sprachen-Identifikation auf der Basis der Phonotaktik, Akustik und Prosodie |
| 8.  | 2001 | Ute Jekosch         | Ruhr-Universität Bochum                           | Sprache hören und beurteilen: Ein Ansatz zur Grundlegung der Sprachqualitätsbeurteilung („interdisziplinäre Studien über die Erwartungen der Benutzer an gesprochene Sprache und die Nachbildung von Sprache durch Maschinen“) |
| 9.  | 2003 | Henning Puder       | TU Darmstadt                                      | Geräuschreduktionsverfahren mit modellbasierten Ansätzen für Freisprecheinrichtungen in Kraftfahrzeugen („Geräuschreduktion bei Freisprecheinrichtungen in Kraftfahrzeugen“) |
| 9.  | 2003 | Peter Jax           | RWTH Aachen                                       | Verbesserung bandbegrenzter Sprachsignale: Algorithmen und theoretische Grenzen („künstlichen Bandbreitenerweiterung von Telefonsprache“) |
| 10. | 2005 | Ralf Müller         |                                                   | - Wissenschaftliche Arbeiten zur asymptotischen Analyse der spektralen Effizienz von CDMA-Übertragungsverfahren bei unterschiedlichen Detektionsprinzipien - Entwicklung neuer Modelle für MIMO-Kanäle - Entwicklung neuer Entzerrungs- und Multiuser-Detektionsverfahren (verbesserte Datenübertragung im mobilen Internet) |
| 10. | 2005 | Robert Fischer      | Friedrich-Alexander-Universität Erlangen-Nürnberg | Precoding and Signal Shaping for Digital Transmission (verbesserte Datenübertragung im mobilen Internet) |
| 11. | 2007 | Martin Schubert     | TU Berlin                                         | Fundamentale Beiträge zur schichtenübergreifenden Optimierung („Schichtübergreifende Optimierung als zentrale Technik zur Steigerung der spektralen Effizienz von Mobilfunksystemen“) |
| 11. | 2007 | Holger Boche        |                                                   | - QoS-Based Resource Allocation and Transceiver Optimization (Foundations & Trends in Communications & Information Theory, Bd. 6, Nr. 6, Boston, Delft, 2005) - Solution of the Multiuser Downlink Beamforming Problem with Individual SINR Constraints (IEEE Transactions of Vehicular Technology, Bd. 53, Nr. 1, Jan. 2004) - A Generic Approach to QoS-Based Transceiver Optimization (IEEE Transactions on Communications, 2007) - Iterative Multiuser Uplink and Downlink Beamforming under SINR Constraints (IEEE Transactions on Signal Processing, Bd. 53, Nr. 7, Juli 2005) - Resource Allocation in Multiantenna Systems Optimizing a Sum of Inverse SIR (IEEE Transactions on Signal Processing, Bd. 53, Nr. 7, Juli 2005) („Schichtübergreifende Optimierung als zentrale Technik zur Steigerung der spektralen Effizienz von Mobilfunksystemen“) |
| 12. | 2009 | Sebastian Möller    | TU Berlin                                         | Leistungen auf den Gebieten der Sprachsignalverarbeitung, der Telekommunikation und der Mensch-Maschine-Interaktion. Prof. Möller gilt heute als einer der führenden Experten der Qualitätsbeurteilung und der benutzerfreundlichen Gestaltung von Kommunikationsnetzen und multimodalen interaktiven Systemen und Diensten. |
| 13. | 2011 | Patrick Marsch      | Nokia/Siemens                                     | Einführung des „Kooperativen Übertragungsverfahrens“ (Coordinated Multi-Point, CoMP) im Mobilfunk, bei dem Basisstationen kooperativ Signale an Endgeräte senden oder von diesen empfangen, um Signalenergie aus Interferenzen zu gewinnen. |
| 13. | 2011 | Alexander Raake     | TU Berlin                                         | Forschungs- und Entwicklungsprojekte (u. a. „HiQ Voice“) für innovative Sprachdienste. |
| 14. | 2013 | Bernd Geiser        | Javox Solutions GmbH, Aachen                      | Im Rahmen seiner an der RWTH Aachen angefertigten Doktorarbeit wurden neuartige Algorithmen und Verfahren zur Verbesserung der Sprachqualität beim Telefonieren (Mobil, Festnetz und Voice over IP) entwickelt, wobei umfangreiche und kostspielige Umbauten des Übertragungsnetzes entfallen können. Eine Lösung ist beispielsweise die versteckte Übertragung von Zusatzinformation mittels Steganographie. Aus den versteckt übertragenen Daten kann das empfangende Handy zusätzliche Audiofrequenzen erzeugen, was die Sprachqualität merklich erhöht. Es sind lediglich die Endgeräte auszutauschen. |
| 14. | 2013 | Rafael F. Schaefer  | TU München                                        | In drei Arbeiten entwickelte er Übertragungsverfahren für die abhörsichere Kommunikation in drahtlosen Netzwerken wie dem Mobilfunk. Er bewies unter anderem mit Hilfe eines speziellen Sicherheitskriteriums, dass die vertrauliche Nachricht beweisbar sicher vor Abhören ist. Gleichzeitig zeigte er auf, wie sichere und öffentliche Nachrichten so effizient wie möglich gleichzeitig übertragen werden können und sich ein Kapazitätsproblem in bestimmen Kommunikationskanälen lösen lässt. |
| 15. | 2015 | Sander Wahls        | Technische Universität Delft                      | Arbeiten zur Verbesserung der Übertragungsqualität in optischen Fasern und zur schnellen nichtlinearen Fourier-Transformation |
| 16. | 2017 | Georg Böcherer      | Technische Universität München                    | Arbeiten zur kanalangepassten Signalumformung bei der digitalen Nachrichtenübertragung |
| 17. | 2019 | Delphine Reinhardt  | Georg-August-Universität Göttingen                | Arbeiten auf dem Gebiet der sicheren Übermittlung von Nachrichten durch das Internet |
| 17. | 2019 | Jakob Hoydis        | Nokia Bell Labs                                   | Arbeiten im Bereich Machine Learning, Kommunikationssysteme als Autoencoder darzustellen |
| 18. | 2021 | Onur Günlü          | Technische Universität Berlin                     | Arbeiten zur Gewährleistung von beweisbarer Sicherheit und Privatsphäre für zukünftige Kommunikationsnetze |
| 19. | 2023 | Antonia Wachter-Zeh | Technische Universität München                    | Arbeiten auf dem Gebiet der Codierungstheorie |